# Escuadrón de Exploración de Caballería de Monte 12
El Escuadrón de Exploración de Caballería de Monte 12 (Esc Expl C Mte 12) es una subunidad independiente de caballería del Ejército Argentino con asiento de paz en Posadas y con dependencia orgánica de la XII Brigada de Monte.

## Reseña
Fue creado como elemento de exploración de la XII Brigada de Monte con asiento en la provincia de Misiones, cumpliendo su tarea junto con la gran unidad de combate, el apoyo a la comunidad e incluso brinda apoyo a la formación del Colegio Militar en el monte misionero.
En 2022 el Esc Expl C Mte 12 junto con la XII Brigada de Monte proporcionó medios durante el esfuerzo de apoyo a la comunidad de las Fuerzas Armadas por los incendios forestales en la provincia de Corrientes.